# Y a-t-il un flic pour sauver l'humanité ?
Pour plus de détails, voir Fiche technique et Distribution.
Y a-t-il un flic pour sauver l'humanité ? ou 2001: Une parodie de l'espace au Québec (2001 : A Space Travesty) est un film germano-canadien réalisé par Allan A. Goldstein, sorti en 2000.
Le titre original du film fait référence à 2001, l'Odyssée de l'espace alors que le titre français fait référence à la trilogie Y a-t-il un flic... qui n'a aucun lien avec le film en dehors de l'acteur principal Leslie Nielsen.

## Synopsis
Alors que le président des États-Unis est retenu en otage sur la base Vegan sur la Lune, un clone remplace celui-ci à la Maison-Blanche. L'inspecteur Richard « Dick » Dix enquête au nom du FBI, mais naïf, il ne s'imagine pas se retrouver au cœur d'un énorme complot.

## Fiche technique
- Titre français : Y a-t-il un flic pour sauver l'humanité ?
- Titre québécois : 2001: Une parodie de l'espace
- Titre original : 2001 : A Space Travesty
- Réalisation : Allan A. Goldstein
- Scénario : Francesco Lucente et Alan Shearman
- Musique : Claude Foisy
- Photographie : Sylvain Brault
- Montage : Gaëtan Huot
- Décors : Csaba András Kertész
- Costumes : Heike Hütt et Nicole Pelletier
- Production : Martin Heldmann et Werner Koenig
  - Production déléguée : Leslie Nielsen et Chuck Smiley
  - Production exécutive : Luc Campeau, Gary DePew, Jeffrey Konvitz et Hannah Richardson (Allemagne)
- Sociétés de production : Cinevent et Helkon Media AG
- Société de distribution : Carrere (France)
- Pays de production : Allemagne et Canada
- Format : couleur (Metrocolor) — 1,66:1 — son Dolby digital
- Genre : comédie de science-fiction parodique
- Durée : 99 minutes (1 h 39 min)
- Budget : 26 millions de $
- Dates de sortie :
  - Japon : 31 octobre 2000 (Festival international du film de Tokyo)
  - Belgique : 18 mars 2001 (Festival international du film fantastique de Bruxelles)
  - Canada : 7 septembre 2001
  - Allemagne : 9 mai 2002
  - France : 31 juillet 2002
- Classification : 
  - France : tous publics

## Distribution
- Leslie Nielsen (VF : Jean Lagache et VQ : Pierre Chagnon) : l'inspecteur Richard "Dick" Dix
- Ophélie Winter (VF : elle-même et VQ : Anne Bédard) : Cassandra Menage
- Peter Egan (VQ : Denis Mercier) : Dr. Griffin Pratt
- Pierre Edwards (VF : Bruno Dubernat ; VQ : François Godin) : le lieutenant Bradford Shitzu
- Ezio Greggio (VQ : Luis de Cespedes) : le capitaine Valentino Di Pasquale
- David Fox (VF : Michel Ruhl ; VQ : Claude Préfontaine) : le secrétaire Osgood
- Alexandra Kamp (VQ: Élise Bertrand) : Dr. Uschi Künstler
- Damien Masson (VQ : Jean-Luc Montminy) : le Président des États-Unis
- Sam Stone  (VF : Benoît Allemane)  : le chef de la police Halverson
- Verona Feldbusch : Yetta Pussel
- Michel Perron : ténor #1 (Luciano Pavarotti)

## Accueil critique
Le film a été éreinté par les critiques. Souvent considéré comme l'un des pires films de tous les temps, il n'a même pas de note sur Rotten Tomatoes et est classé 27e dans la liste des pires films de tous les temps sur AlloCiné, avec une note de 1,2/5.